# Tactical Approach
Tactical Approach, född 2020 i New Jersey, är en amerikansk standardhäst. Han är mest känd för att ha segrat i Hambletonian Stakes (2023).

## Bakgrund
Tactical Approach är en brun hingst efter Tactical Landing och under Sarcy (efter Donato Hanover). Han föddes upp av Steve H Stewart, Oakwood Farms och ägs av Robert J Leblanc, John D Fielding, Joe Sbrocco & JAF Racing, Montreal, Kanada. Han tränas av Nancy Takter.

## Karriär
Tactical Approach har tagit karriärens hittills största segrar i Hambletonian Stakes (2023) och Kentucky Futurity (2023). Han har även segrat i Breeders Crown 3YO Colt & Gelding Trot (2023) och The Carl Erskine (2023). I Hambletonian Stakes besegrade han två av förhandsfavoriterna Oh Well och Up Your Deo.

## Statistik
| Statistik för Tactical Approach (Ref.) | Statistik för Tactical Approach (Ref.) | Statistik för Tactical Approach (Ref.) | Statistik för Tactical Approach (Ref.) | Statistik för Tactical Approach (Ref.) | Statistik för Tactical Approach (Ref.) |
| -------------------------------------- | -------------------------------------- | -------------------------------------- | -------------------------------------- | -------------------------------------- | -------------------------------------- |
| Starter                                | Placeringar                            | Startprissumma                         | Segerprocent                           | Platsprocent                           | Rekord                                 |
| 20                                     | 10-1-4                                 | 1 017 989 dollar                       | 50 %                                   | 75 %                                   | 1.08,7ak,                              |

### Större segrar
| År   | Lopp                                   | Kusk        | Vinstbelopp    | Grupp   |
| ---- | -------------------------------------- | ----------- | -------------- | ------- |
| 2023 | Hambletonian Stakes                    | Scott Zeron | 500 000 dollar | Grupp 1 |
| 2023 | Kentucky Futurity                      | Scott Zeron | 225 000 dollar | Grupp 1 |
| 2023 | Breeders Crown 3YO Colt & Gelding Trot | Scott Zeron | 350 000 dollar | Grupp 1 |
| 2023 | The Carl Erskine                       | Scott Zeron | 102 500 dollar | Grupp 1 |